# Diptilon aurantiipes
Diptilon aurantiipes är en fjärilsart som beskrevs av Rothschild 1911. Diptilon aurantiipes ingår i släktet Diptilon och familjen björnspinnare. Inga underarter finns listade i Catalogue of Life.